# 喜送公粮
《喜送公粮》是1970年代由顾武祥和孟津津创作的二胡曲，描绘丰收后农民们运送公粮的场景，在文革时期风行一时。该曲为复三部曲式，由引子、华彩、尾声组成。引子基本以欢快、短促的音构成，多有装饰音。然后经两小节扬琴间奏后进入呈示部，以跳跃的弓法象征挑担的律动。中段为横线条旋律，富于歌唱性，到第68-71小节达致高潮。第79小节后进入华彩乐段，描写领队的吆喝及回声，以及后来队伍的重上征途。119小节开始的尾声则描绘了送粮队伍的远去。